# 夏曆 (弘治進士)
夏曆（1472年—？），字國正，直隸揚州府高郵州人，軍籍，明朝政治人物。

## 生平
應天府鄉試第一百一名舉人。弘治十八年（1505年）中式乙丑科會試第四十七名，三甲第五十五名進士。

## 家族
曾祖夏時用；祖父夏以明，義官；父夏瓛，府同知。母李氏。慈侍下。